# Calomnion complanatum
Calomnion complanatum là một loài rêu trong họ Calomniaceae. Loài này được Hook. f. & Wilson Lindb. mô tả khoa học đầu tiên năm 1872.